# Artocarpus nigrifolius
Artocarpus nigrifolius là một loài thực vật có hoa trong họ Moraceae. Loài này được C.Y.Wu mô tả khoa học đầu tiên năm 1989. Là một họ thực vật lớn gồm khoảng 60 chi và hơn 1400 loài, phân bố chủ yếu ở các vùng nhiệt đới và cận nhiệt đới châu Á. Trên thế giới chi này gồm khoảng 60 loài, phần lớn là cây thân gỗ, có nhựa mủ màu trắng. Hoa đơn tính cùng gốc. Hoa đực gồm hai hay bốn phiến, một nhị với chỉ nhị ở giữa với 2 bao phấn ở hai bên, mở bởi hai kẽ nứt. Hoa cái có màu hơi xanh, nhỏ phát triển thành gié nạc, ngắn. Sau khi thụ phấn chúng phát triển thành quả tụ, có thể phát triển rất to. Lá kèm từ nhỏ như ở Artocarpus integer (Thunb.) Merr (mít tố nữ) và nguyên cho tới lớn và xẻ thùy Artocarpus communis Forst. & Forst.f. (Xa kê). Một số loài trong chi có quả ăn được nên được trồng ở nhiều nước trên thế giới như Artocarpus heterophyllus, Artocarpus integer, Artocarpus rigidus, Artocarpus tokinensis. Theo Phạm Hoàng Hộ, chi Artocarpus ở Việt Nam có 15 loài và dưới loài